# Pelham (jeździectwo)

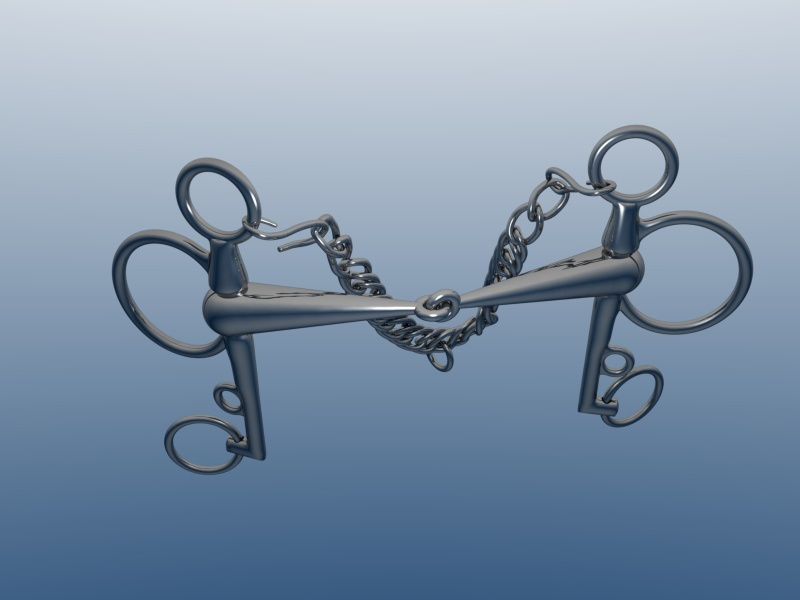
Pelham

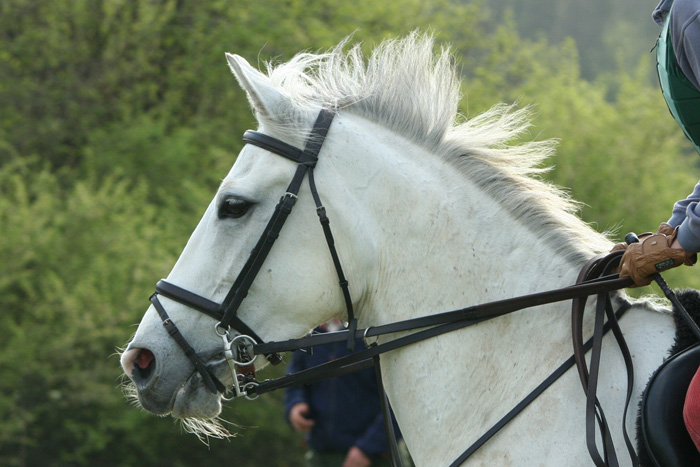
Pelham z podwójną wodzą

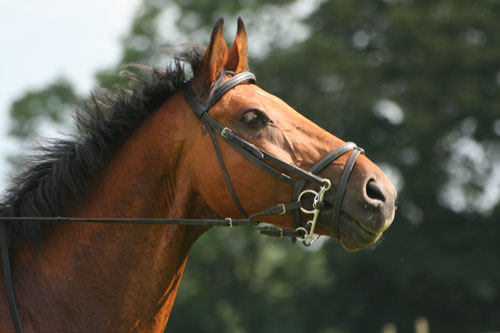
Pelham z pojedynczą wodzą

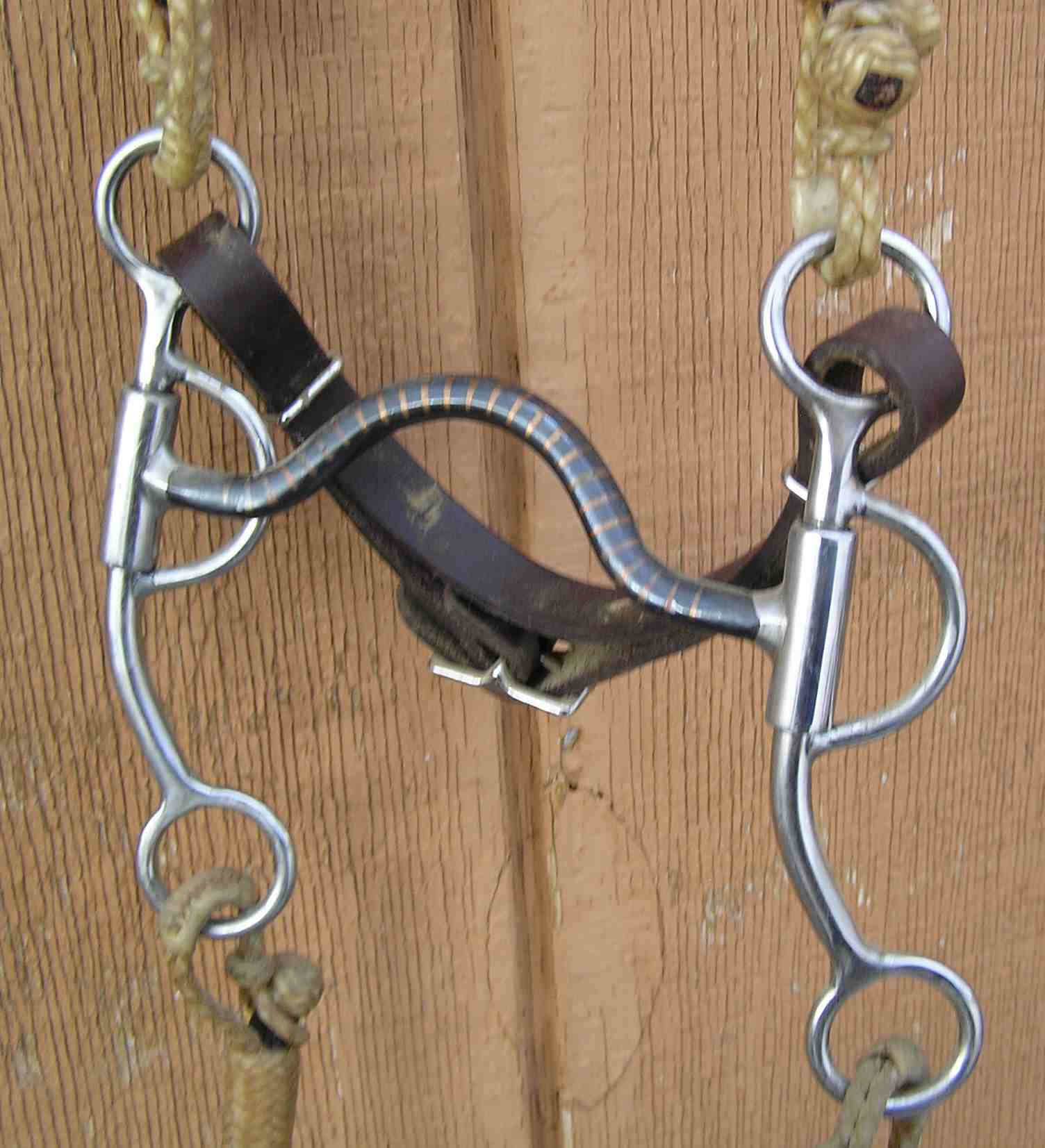
Pehlam kowbojski

Pelham – w jeździectwie rodzaj wędzidła, którego działanie wspomagane jest przez zastosowanie dźwigni (przy pomocy czanki). Pehlam jest kiełznem podobnym do munsztuka, lecz łagodniejszym w działaniu, a jednocześnie silniejszym od wędzidła zwykłego. Do jego stosowania nie jest potrzebne specjalne ogłowie, ale w odróżnieniu od zwykłego wędzidła, paski przypina się do specjalnych czanek (górnych i dolnych).

## Budowa pelhamu
Pelham składa się z :
- czanek, do których przypina się wodze,
- ścięgierza (wędzidła) różnych rodzajów,
- łańcuszka (lub paska) zapinanego pod szczęką konia[3].

## Zastosowanie

### Pelham w jeździectwie klasycznym
Pehlam stosuje się wraz z jedną lub z dwiem parami wodzy. Przy zastosowaniu dwóch par wodzy, możliwe jest osobne działanie częścią wędzidłową i czankami. Przy zastosowaniu jednej wodzy, działanie łączy i uśrednia oba elementy.
Przy stosowaniu pelhamu, ważne jest właściwe dopasowanie łańcuszka. Powinien on być ułożony pod szczęką konia płasko na całej długości i nie wywierać żadnego nacisku, gdy wodze nie są napięte.
Nie należy używać go przy szkoleniu młodych koni ani podczas nauki jazdy.

### Pelham do jazdy western
Pelham do jazdy western jest rodzajem stosowanego w niej munsztuka. Wyróżnia się tym, że przy części wkładanej do końskiego pyska występują dodatkowe pierścienie do mocowania dodatkowych wodzy.